# Lijst van personages uit Soeperman
Dit is een lijst van personages uit de stripreeks Soeperman.

## Hoofdpersonages
- Soeperman
- Leo
- Commissaris Breukebroek

## Bijkomende personages

### Loes
Loes is een collega op Klark Klonts kantoor en zijn love-interest. Klark staat echter tegenover zware obstakels, namelijk haar echtgenoot en drie kinderen, maar daar wordt een oplossing voor gevonden. Later wonen ze samen in Klarks appartement.
Zij is, samen met Leo een van de weinigen die Soepermans ware identiteit kent.

### Bedman
Bedman is een superheld in de stripreeks Soeperman. Oorspronkelijk van Gotham City probeert hij Soeperman in zijn eigen stad de kaas van tussen zijn brood te eten, wat aanleiding geeft tot een bittere rivaliteit met hem en Spinneman.
Bedman is een parodie op Batman.

### Spinneman
Spinneman is een superheld in de stripreeks Soeperman. Samen met Bedman doet hij Soeperman zware concurrentie aan.
Spinneman is een parodie op Spider-Man.

### Hepa Titus Borstelaer
Hepa Titus Borstelaer is een krankzinnig geleerde, en een van de grootste tegenstanders van Soeperman in de gelijknamige stripreeks.